# Дергунов Сергій Геннадійович
Сергій Геннадійович Дергунов (21 червня 1954, місто Димитров, тепер місто Мирноград Донецької області) — український державний діяч, в.о. голови Донецької обласної державної адміністрації (в 2006 році). Кандидат економічних наук (1988).

## Життєпис
У вересні 1971 — червні 1976 року — студент Донецького державного університету, економічна кібернетика, економіст-математик.
У серпні — жовтні 1976 року — інженер Донецького інституту економіки промисловості.
У жовтні 1976 — жовтні 1977 року — служба у Збройних силах СРСР.
У грудні 1977 — липні 1988 року —  інженер, старший інженер, молодший науковий співробітник, науковий співробітник Донецького інституту економіки промисловості.
У липні 1988 — лютому 1992 року — головний інженер, директор з маркетингу спільного радянсько-угорського підприємства «Інтеркомп’ютер» у місті Донецьку.
У лютому 1992 — червні 1995 року — директор з маркетингу виробничо-торговельної фірми «Контур» у місті Донецьку.
У червні 1995 — квітні 1997 року — директор з маркетингу спільного підприємства торговельно-промислової фірми «Металург» у місті Донецьку.
У квітні 1997 — серпні 2003 року — заступник генерального директора, директор товариства з обмеженою відповідальністю «Бізнес Кредит Ел Сі» в місті Донецьку.
У вересні 2003 — березні 2005 року — президент закритого акціонерного товариства «Фінансово-промислова компанія „БІС Холдинг”» у місті Донецьку.
З березня 2005 року — перший заступник голови Донецької обласної державної адміністрації. Виконував обов'язки голови Донецької обласної державної адміністрації з 3 по 16 травня 2006 року.
У 2006 році закінчив Донецький національний університет, правознавство, магістр з правознавства.
Депутат Донецької обласної ради VI скликання, обраний від Партії регіонів.

## Нагороди
- орден «За заслуги» ІІІ ступеня (2012)
- Почесна грамота Кабінету Міністрів України (2006)
- почесне звання «Заслужений економіст України» (2009)